# Лордоз
Лордо́з (греч. λορδός «согнувшийся, сутулый») — изгиб позвоночника в сагиттальной плоскости, обращенный выпуклостью вперёд; антоним кифоз.

## Виды лордоза
- Физиологический лордоз формируется в шейном и поясничном отделах позвоночника на первом году жизни, обеспечивая компенсацию физиологического кифоза.
- Патологический лордоз чаще формируется на том же уровне, что и физиологический, и значительно реже на уровне грудного кифоза. Различают первичный и вторичный патологический лордоз:
  - Первичный обусловлен патологией позвоночника (спондилолистезом, пороками развития, опухолями или воспалительным процессом), а также контрактурой подвздошно-поясничной мышцы или торсионным спазмом мышц спины.
  - Вторичный патологический (компенсаторный) обычно является симптомом врожденного либо патологического вывиха бедра, сгибательной контрактуры или анкилоза тазобедренного сустава в порочном положении.

По локализации различают:
- Поясничный лордоз;
- Шейный лордоз.

## Причины возникновения патологического лордоза
Причиной возникновения лордоза обычно являются вывихи в тазобедренных суставах, поскольку при этом вертикальное положение тела приводит к смещению центра тяжести вперед — удерживая равновесие, туловище перегибается в пояснице. Другим фактором может послужить избыточный вес, в частности чрезмерное отложение жира в области живота.

## Симптомы патологического лордоза
При лордотической осанке голова выдвинута вперед, грудная клетка плоская, переходящая в выдающийся живот, плечи выдвинуты вперед, а ноги раздвинуты в коленных суставах. Из-за этого возникает перенапряжение позвоночника, растяжение его мышц и связок, что сопровождается болями и ограничением подвижности. Кроме того, данное заболевание затрудняет нормальную работу сердца, легких, желудочно-кишечного тракта. У пациентов, страдающих лордозом, наблюдаются нарушения обмена веществ и общее ухудшение состояния, быстрая утомляемость.

## Лечение патологического лордоза
Лордоз требует комплексного лечения, которое может включать ношение бандажа, специальный массаж, гимнастические упражнения. Также необходимо учитывать сопутствующие заболевания, поскольку они могли послужить причиной развития искривления позвоночника.

## Позиция спаривания
Лордоз в сексуальном контексте является естественным положением для сексуальной восприимчивости у самок млекопитающих. Положению лордоза способствуют определенные стимулирующие факторы, такие как прикосновения или запах. Например, самки хомяков, находящиеся в состоянии гормонального возбуждения, при прикосновении самца к бокам демонстрируют повышенный лордоз: выгибают спину и поднимают таз.